# Edwin Scharff

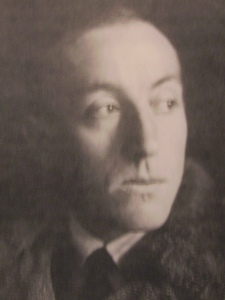
Edwin Scharff

Edwin Paul Scharff (* 21. März 1887 in Neu-Ulm; † 18. Mai 1955 in Hamburg) war ein deutscher Bildhauer, Medailleur und Grafiker der ersten Hälfte des 20. Jahrhunderts.

## Leben
Mit 15 Jahren verließ Edwin Scharff seine Heimatstadt Neu-Ulm, um in München an der Kunstgewerbeschule von 1903 bis 1907 in der Malerklasse von Ludwig von Herterich und später an der Königlichen Akademie der Künste das Fach Malerei zu studieren. Im Jahr 1906 entstanden seine ersten Bildhauerarbeiten und 1908 erste Radierungsmappen zum Thema Träume und Skizzen.
Nach einem einjährigen Aufenthalt in Paris im Jahr 1912/13 begegnete er Jules Pascin. Scharff wurde 1913 Gründungsmitglied der Münchener Neuen Secession. Danach wechselte er zur Bildhauerei, womit der Beginn seiner produktivsten Schaffensphase verbunden war. 1919 heiratete er die Schauspielerin Helene Ritscher (1888–1964); aus der Ehe gingen zwei Kinder hervor. Es entstanden Gemälde, Skulpturen und Graphiken zum Motiv Liebespaar und nach der Geburt des ersten Kindes zum Thema Mutter und Kind.

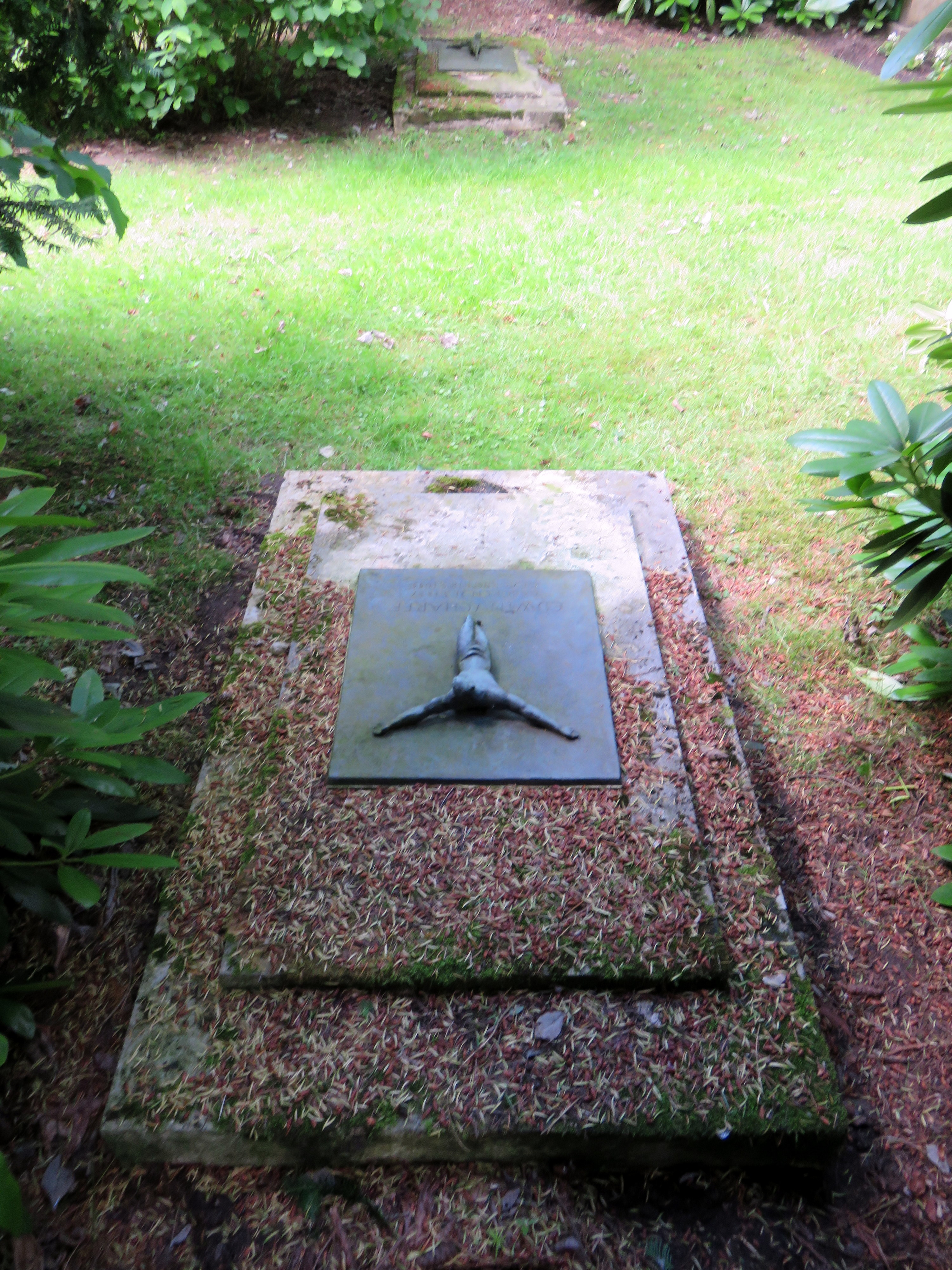
Scharff-Gräber auf dem Friedhof Ohlsdorf

1923 wurde Scharff als Professor an die Hochschule für Bildende Künste nach Berlin berufen, wo er zahlreiche öffentliche Aufträge für Denkmäler, Büsten und Medaillen erhielt. 1927 wählten die Mitglieder des Deutschen Künstlerbundes Edwin Scharff zum Vizepräsidenten.
1931 wurde Edwin Scharff in die Preußische Akademie der Künste berufen und blieb dort als Mitglied bis 1945.
Nach der Machtergreifung der Nationalsozialisten wurde er zunächst an die Kunstakademie Düsseldorf versetzt. Im Mai 1933 trat Scharff in die NSDAP ein, wurde aber nach seinen Angaben 1938 wieder ausgeschlossen.
In der Zeit des Nationalsozialismus war Scharff Mitglied der Reichskammer der bildenden Künste, aus der er jedoch nach seinen Angaben 1938 ausgeschlossen wurde, wobei er auch von seinem Lehramt in Düsseldorf beurlaubt wurde. Für diese Zeit ist seine Teilnahme an 10 großen Ausstellungen sicher belegt, darunter 1940 in Münster Der Deutsche Westen. Malerei und Plastik der Gegenwart. Junge Kunst im Deutschen Westen. Jahresschau 1939/40. Auf der Reichsausstellung Schaffendes Volk 1937 in Düsseldorf errichtete er für über 100.000 Reichsmark zwei Figuren für den Eingang, die Rossebändiger.
Trotz dieser politischen Anpassung wurde Scharff als entarteter Künstler diffamiert, weil vor allem seine früheren Arbeiten nicht dem nazistischen Kunstkanon entsprachen. 1937 wurde im Rahmen der deutschlandweiten konzertierten Aktion „Entartete Kunst“ Werke Scharffs aus dem Lindenau-Museum Altenburg/Thür., dem Kronprinzenpalais der Nationalgalerie Berlin, dem Kupferstichkabinett Berlin, dem Schlesischen Museum der Bildenden Künste Breslau, der Städtischen Kunstsammlung Chemnitz, der Anhaltischen Gemäldegalerie Dessau, dem Städtischen Kunst- und Gewerbemuseum Dortmund, dem Kupferstichkabinett Dresden, den Kunstsammlungen der Stadt Düsseldorf, dem Museum für Kunst und Heimatgeschichte Erfurt, dem Städelschen Kunstinstitut und Städtische Galerie Frankfurt/Main, den Kunstsammlungen der Universität Göttingen, der Kunsthalle Hamburg, dem Provinzial-Museum Hannover, dem Kestner-Museum Hannover, dem Wallraf-Richartz-Museum, dem Staatlichen Meisteratelier Königsberg, dem Kaiser-Friedrich-Museum Magdeburg, der Städtischen Kunsthalle Mannheim, der Staatlichen Graphischen Sammlung München, der Bayerischen Staatsgemäldesammlung München, der Städtische Galerie Nürnberg, dem Staatlichen Museum Saarbrücken, der Württembergische Staatsgalerie Stuttgart, dem Stadtmuseum Ulm, dem Schlossmuseum Weimar, dem Nassauischen Landesmuseum Wiesbaden und der Städtischen Bildergalerie Wuppertal-Elberfeld beschlagnahmt. Drei seiner Werke wurden im Juli 1937 in der NS-Ausstellung Entartete Kunst verhöhnt und 46 seiner Werke schließlich als Entartete Kunst vernichtet.
Nach dem Ende des NS-Staats gehörte Edwin Scharff wieder dem Deutschen Künstlerbund an und war er dort von 1951 bis 1955 im erweiterten Vorstand als Jurymitglied tätig. 1955 wurde er als Mitglied in die Akademie der Künste (Berlin) berufen. Ab 1946 unterrichtete Scharff an der Landeskunstschule in Hamburg.
Die Platten für die beiden sich gegenüberliegenden Grabstätten Edwin Scharffs und seiner Ehefrau Ilona auf dem Friedhof Hamburg-Ohlsdorf fertigte seine Schülerin Ursula Querner, vermutlich aus dem Material Trani Perlato.
Auf den Kunstausstellungen documenta 1 (1955) und documenta 2 (1959) in Kassel wurden auch seine Werke der internationalen Öffentlichkeit gezeigt.
Der in seinem Todesjahr von der Stadt Hamburg gestiftete jährlich vergebene Edwin-Scharff-Preis erinnert an ihn.
In seiner Geburtsstadt Neu-Ulm wurde im Jahr 1999 das Edwin Scharff Museum eröffnet, das in seiner Dauerausstellung einen umfassenden Überblick über das Werk Scharffs gibt. Im Besitz des Edwin Scharff Museums befinden sich unter anderem zwei Bronzeplastiken der Eltern des Juristen und Kunstsammlers Franz Moufang, eine Büste von Wilhelm Moufang senior und ein Hochrelief-Tondo von dessen Ehefrau Julie Stutzmann aus der Zeit um 1920.
Die 1917 entstandene Skulptur Bildnis der Schauspielerin Anni Mewes ist in Berlin zusammen mit weiteren im Jahr 1937 als entartet beschlagnahmten Skulpturen anderer Künstler beim Berliner Skulpturenfund 2010 wiederentdeckt worden, als an der Rathausstraße gegenüber dem Roten Rathaus im Vorfeld von U-Bahn-Bauarbeiten Rettungsgrabungen durchgeführt wurden.

## Werk (Auswahl)

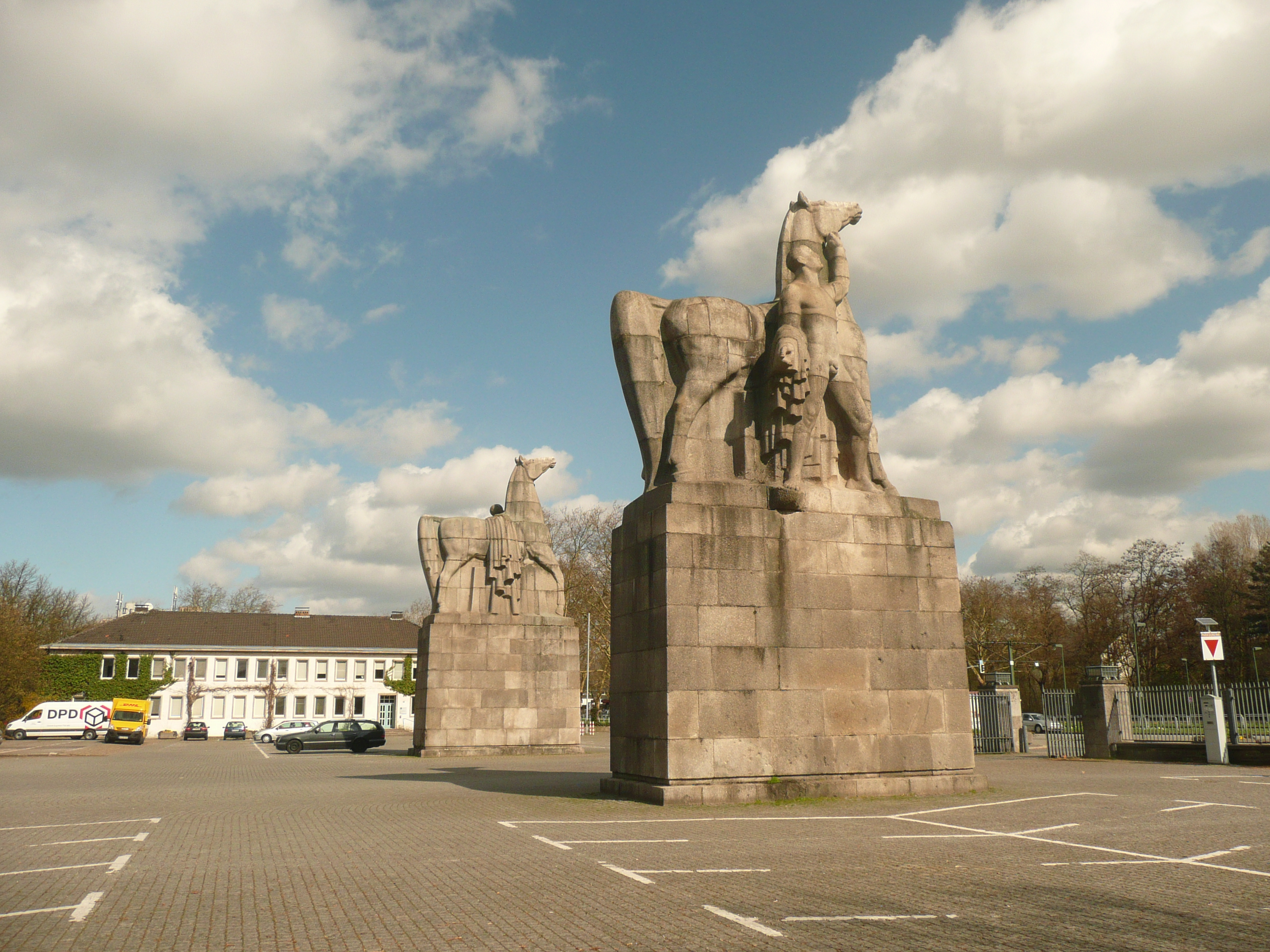
Rossebändiger, Düsseldorf

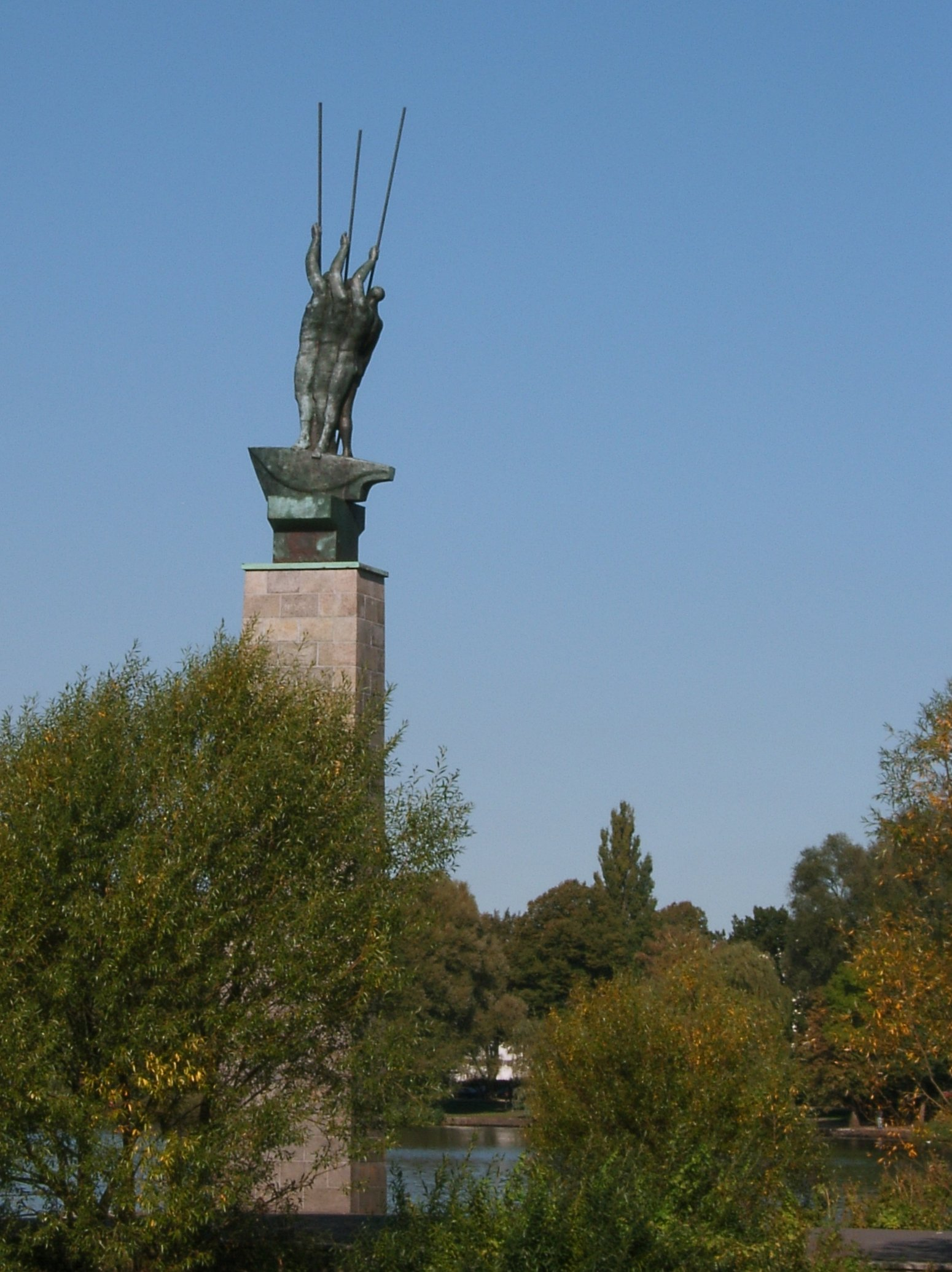
Drei Männer im Boot, Hamburg

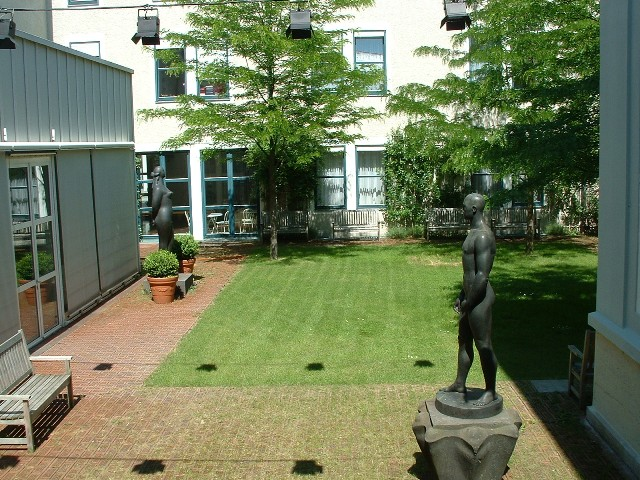
Edwin-Scharff-Museum Neu-Ulm

Thematisch bestimmen neben Pferdedarstellungen humanistische Traditionen Scharffs Werk. Seine Formensprache liegt zwischen stilisierender, expressiver und kubisierender Darstellung.

### Pferde
- Terrakotta-Dose mit Pferd (1914)
- Denkmal der Pferde (1924)
- Rossebändiger (ab 1937) im Nordpark in Düsseldorf

### Mensch
- 1912: Stehende
- 1924–1926; vollendet 1932: Kriegerdenkmal für die Gefallenen des Ersten Weltkriegs in Neu-Ulm
- 1926: Kore
- 1927/1928: Drei Musen - Terpsichore, Polyhymnia, Thalia, Terracotta-Statuen für die Fassade des 1927 eröffneten Phoebus-Palasts in Nürnberg (seit 1974 GNM, Heuss-Hof)
- 1921–1939: Pastorale
- 1947: Quellnymphe
- 1947: Emil Nolde
war zusammen mit Quellnymphe auf der ersten DKB-Ausstellung 1951 in der HdBK Berlin[16]
- ohne Jahr: Kolossalbüste des Reichspräsidenten von Hindenburg im Berliner Reichstagsgebäude
- ohne Jahr: Mutter mit Kind-Trauernde
- 1952/1953: Drei Männer im Boot, Erstguss in Hamburg, Außenalster; Zweitguss in Neu-Ulm, Rathausplatz

## Ehrungen
- Edwin-Scharff-Preis der Stadt Hamburg (seit 1955)
- Eröffnung des Edwin-Scharff-Museums am Petrusplatz in Neu-Ulm
- Im Hamburger Stadtteil Steilshoop ist die Straße Edwin-Scharff-Ring nach dem Künstler benannt.
- In seiner Geburtsstadt Neu-Ulm erhielt das Kongress- und Veranstaltungszentrum an der Donau den Ehrennamen Edwin-Scharff-Haus.
- Bronzemedaille Olympische Spiele 1928 Amsterdam Kategorie Bildhauerei